# Walter Riezler
Walter Riezler (* 2. Oktober 1878 in München; † 22. Januar 1965 ebenda) war ein deutscher Klassischer Archäologe, Kunsthistoriker und späterer Musikwissenschaftler.

## Leben
Walter Riezler stammte aus einer bürgerlichen Familie. Seine Eltern waren der Kaufmann Heinrich Riezler († 1889) und dessen Ehefrau Margarethe, geborene Heffner, sein jüngerer Bruder war Kurt Riezler (1882–1955). Nach dem Besuch des Luitpold-Gymnasiums studierte er Philosophie, Klassische Philologie, Kunstgeschichte und Klassische Archäologie an der Universität München. Archäologie studierte er bei Adolf Furtwängler, dessen Sohn Wilhelm durch Riezler zeitweilig im Klavierspiel und in klassischen Sprachen unterrichtet wurde, später war er auch Hauslehrer beim Sohn von Adolf von Hildebrand in Florenz. Nach den Staatsexamen 1900 und 1901 wurde Riezler 1902 bei Adolf Furtwängler mit der Arbeit Der Parthenon und die Vasenmalerei. Studien zur attischen Vasengeschichte promoviert.
Von 1904 bis 1906 erhielt Riezler bei Felix Mottl und Max Reger eine musikalische Ausbildung, schrieb Musikkritiken und erwog eine Laufbahn als Dirigent. Er wurde jedoch zunächst Assistent an den Staatlichen Antikensammlungen in München. Riezler war 1907 Gründungsmitglied des Deutschen Werkbundes und gab dessen Zeitschrift Die Form (5 Ausgaben, 1922 und 1927–1933) heraus.
Von 1910 bis zu seiner Absetzung 1933/34 war Riezler Direktor des Städtischen Museums Stettin. In dieser Funktion ließ er unter anderem mehrere griechische Bronzestatuen nachbilden, die häufig als Abbildungen wiedergegeben wurden. Weiterhin beschäftigte er sich mit der Attischen Vasenmalerei, zu der er 1914 das monumentale Werk Weißgrundige attische Lekythen publizierte. Riezler war einer der kulturellen Mittelpunkte Stettins. Als Befürworter der Modernen Kunst wurde er von den konservativen, völkisch-nationalen Kreisen Stettins bekämpft, was im Stettiner Museumsstreit zum Ausdruck kam. Zu seinen progressiven Erwerbungen für das Museum gehörte das Gemälde Allee bei Arles von Vincent van Gogh. Nach der nationalsozialistischen Machtergreifung wurde er im April 1933 suspendiert und Wilhelm Lotz übernahm die Redaktion der Form. Zum 30. September 1934 wurde Riezler wegen „Nichtübereinstimmung mit der völkischen Kunstauffassung“ in den vorzeitigen Ruhestand versetzt, die Nationalsozialisten stellten die Zeitschrift ein Jahr später endgültig ein. Sein Nachfolger als Museumsdirektor wurde Otto Holtze. Riezler ließ sich als Privatgelehrter in Irschenhausen bei München nieder, wo er sich seinen musikwissenschaftlichen Studien widmete. Sein Versuch zu emigrieren war erfolglos.
Nach dem Krieg wandte sich Riezler ganz der Musikwissenschaft zu. 1946 erhielt Riezler eine Honorarprofessur für Neuere Musikgeschichte und Allgemeine Kunstlehre an der Universität München. 1947 wurde er Mitglied der Sektion Musik der Bayerischen Akademie der Schönen Künste.
Riezlers Buch über den Komponisten Ludwig van Beethoven erlebte allein in Deutschland eine zweistellige Auflagenzahl, zudem wurde es in mehrere andere Sprachen übersetzt. Das Vorwort steuerte Wilhelm Furtwängler bei.

## Schriften (Auswahl)
- Weissgrundige attische Lekythen. Nach Adolf Furtwänglers Auswahl. Bruckmann, München 1914.
- Die Kulturarbeit des Deutschen Werkbundes. Bruckmann, München 1916.
- Hans Pfitzner und die deutsche Bühne. Piper, München 1917.
- Beethoven. Atlantis, Berlin 1936 (erweiterte Neuauflagen Zürich 1951, 1962, 1966, 1971, 1983 und Berlin 1971).
- Einheit der Künste. Universitas artium (= Geistiges München Heft 9). Drei Fichten, München 1947.
- Schuberts Instrumentalmusik. Werkanalysen (Atlantismusikbücherei). Atlantis, Zürich und Freiburg 1967.